# Demoniac
Demoniac fue una banda de black metal de Nueva Zelanda formada en Wellington en 1993 por el cantante y el bajista Lindsay Dawson y guitarrista Sam Totman.

## Historia
Esta banda se disolvió a finales de 1999, poco después de lanzar su último disco, "The Fire and the Wind", en cuya portada original, que fue censurada, salía uno de los miembros del grupo bebiendo alcohol mientras mantenía relaciones sexuales. Al final acabó saliendo al mercado con dicha portada y, de otras agrupaciones, tomaron en un principio el nombre de "DragonHeart" en 1999. Sin embargo, lo tuvieron que cambiar posteriormente debido a la existencia de una banda brasileña llamada de la misma manera y que también tocaba power metal formada en el año de 1997.
Todos los miembros de la banda excepto el cantante (Dawson) formaron "Dragonheart", que después cambiaría su nombre a Dragonforce.